# Ordine della Corona di Vestfalia
L'Ordine della Corona di Vestfalia (in tedesco: Orden der Westfälischen Krone) fu un ordine cavalleresco del Regno di Vestfalia.

## Storia

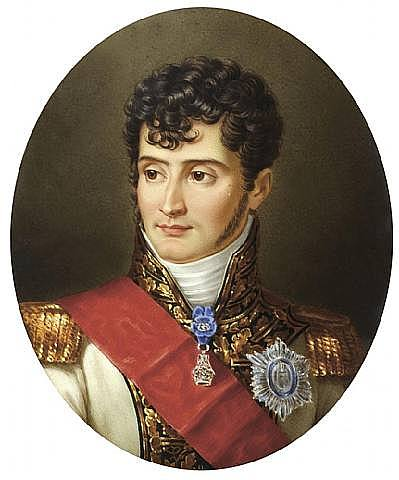
Girolamo Bonaparte con la placca e l'insegna di Gran Commendatore dell'Ordine della Corona di Vestfalia in un ritratto di Sophie Lienard

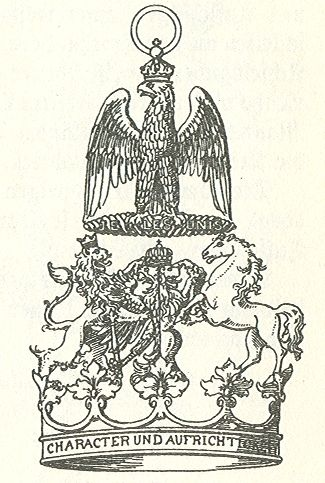
Medaglia dell'Ordine della Corona di Vestfalia

L'Ordine venne istituito a Parigi il 25 dicembre 1809 da Girolamo Bonaparte, re di Vestfalia, fratello di Napoleone.
L'Ordine era concesso ai membri della famiglia reale di Vestfalia ed il re ne era il Gran Maestro. Esso veniva inoltre concesso ad un numero ristretto di fedeli che si fossero distinti a favore della patria.
Con la fine del Regno di Vestfalia il 26 febbraio 1815, l'Ordine passò formalmente al sistema di onorificenze prussiane e venne soppresso.

## Classi
L'Ordine disponeva di quattro classi di benemerenza:
- Cavaliere di gran croce  (10 membri)
- Commendatore (30 membri)
- Cavaliere di I classe (300 membri)
- Cavaliere di II classe (500 membri)

## Insegne
- La medaglia dell'Ordine era composta da una corona fiorata riportante in esergo il motto dell'ordine, "CHARACTER UND AUFRICHTIGKEIT" (Carattere ed onestà). Sopra la corona si trovavano un leone coronato ed un cavallo controrampanti su un'aquila tenente uno scettro ammezzata ad un leone rampante. Sopra il tutto stava l'aquila imperiale francese coronata che faceva da tenente al nastro, sotto la quale stava la scritta "JE LES UNIS" (Io l'ho unito, con riferimento chiaro a Napoleone Bonaparte che donò al regno di Vestfalia la sua unità sotto la corona che concesse al fratello Girolamo). Sul retro la corona riportava l'indicazione "ERRICHTET DEN XXV DEZEMBER MDCCCIX" ("Fondato il 25 dicembre 1809").
- Il nastro dell'Ordine era blu scuro.

## Insigniti notabili
- Felice Baciocchi
- Louis Alexandre Berthier
- Jean-Jacques Régis de Cambacérès
- Gustav Anton von Wolffradt